# Música de Romania
La música de Romania és la d'un país europeu amb un entorn musical multicultural que inclou escenes actives de música ètnica. Romania també té escenes florents en els camps de la música pop, el hip hop, el heavy metal i el rock and roll. Durant la primera dècada del segle xxi, alguns grups / artistes d'Europop, com Tom Boxer, Morandi, Akcent, Edward Maya, Alexandra Stan, Inna i Yarabi, van aconseguir èxit a l'estranger. La música tradicional romanesa continua sent popular i alguns músics populars han tingut fama nacional (i fins i tot internacional).

## Història
La música popular és la forma més antiga de creació musical romanesa, caracteritzada per una gran vitalitat; és la font que defineix la creació musical culta, tant religiosa com laica. La conservació de la música folk romanesa ha estat ajudada per un públic nombrós i durador, també per nombrosos intèrprets que van ajudar a propagar i desenvolupar encara més el so folk. Un d'ells, Gheorghe Zamfir, és famós arreu del món i va ajudar a popularitzar un instrument popular romanès tradicional, les panetes.
La creació musical religiosa, nascuda sota la influència de la música romana d'Orient ajustada a les entonacions de la música popular local, va viure un període de glòria entre els segles XV i XVII, quan es van desenvolupar escoles de música litúrgica de renom als monestirs romanesos. Les influències russes i occidentals van provocar la introducció de la polifonia a la música religiosa al segle xviii, un gènere desenvolupat per una sèrie de compositors romanesos als segles XIX i XX.

## Música tradicional
La música tradicional romanesa reflecteix una confluència de sons semblants a la música tradicional d'Europa central (especialment hongaresa) i dels Balcans. A la música popular romanesa, l'èmfasi es posa en la melodia més que en la percussió, amb l'ús freqüent del violí per a la melodia i sovint només el cimbalom per a la percussió. La melodia en si i sobretot els adorns melòdics recorden la música de més al sud dels Balcans i una llunyana influència turca.

### Banat
Al Banat, el violí és l'instrument popular més comú, ara tocat al costat d'instruments de vent fusta importats; altres instruments inclouen el taragot (avui sovint el saxòfon fa el paper de taragot a les bandes). Efta Botoca és un dels violinistes més reconeguts del Banat.

### Bucovina
Bucovina és una província remota i les seves tradicions inclouen alguns dels instruments romanesos més antics, com el ţilincă i el cobza. També es toquen flautes (fluieraş (pipa petita) o fluier mare (pipa gran)), normalment amb acompanyament d'una cobza (més recentment, l'acordió). Els violins i els instruments de metall s'han importat en els temps moderns.

### Crişana
Crişana té una antiga tradició d'utilitzar violins, sovint en duo. Aquest format també es troba a Transsilvània però és una tradició més antiga. Petrică Paşca ha ajudat recentment a popularitzar el taragot a la regió. A més, al poble de Rosia són coneguts dos instruments locals: Hidede, un tipus de violí amb trompeta, que substitueix la caixa de ressonància i un tipus de tambor anomenat Dobă.

### Dobrogea del Nord
La música dobrujana es caracteritza pel ritme i el melodisme balcànics i turcs. La població de Dobrogea és ètnicament barrejada i la música aquí té una importació turca, búlgara, tàrtara i ucraïnesa més pesada que a la resta del país. El ball més popular de Dobrogea és el geamparale, que és força diferent de les altres danses tradicionals de Romania.

### Maramureş i Oaş
El conjunt folklòric típic de Maramureş conté la zongora i el violí, sovint amb bateria. El taragot, el saxo i l'acordió s'han introduït més recentment.
A Oaş s'utilitza un violí adaptat per ser més estricte, acompanyat de la zongora. El cant en aquesta regió també és únic, agut amb elements melòdics arcaics.

### Moldàvia (Regió)
El violí i el ţambal són el format modern més comú a la música de ball moldava. Abans del segle xx, però, el violí anava normalment acompanyat de la cobza, que, tot i que és molt rara, encara avui es fa servir. Actualment es troben conjunts de llautó a la part central de la comarca. Moldàvia també és coneguda per les bandes de música similars a les de Sèrbia.

### Transsilvània
Transsilvània ha estat històricament i culturalment més lligada als països d'Europa central que al sud-est d'Europa, i la seva música reflecteix aquestes influències. Històricament, la província està lligada a les regions occidentals més petites de Maramures, Crisana i Banat i sovint se'ls coneix com a Transsilvània.
El violí, el kontra i el contrabaix, de vegades amb un cimbalom, són la unitat més integral del conjunt. Tots aquests instruments s'utilitzen per tocar una gran varietat de cançons, incloent nombrosos tipus de cançons de noces específiques.
El tambor, la guitarra i el violí formen la banda típica de Maramureş i els violinistes virtuosos també són populars a la zona. A finals de la dècada de 1990 es va organitzar el festival de música Maramuzical per cridar l'atenció sobre la música autòctona de la zona.

### Valàquia
Valàquia, formada per Muntènia i Oltènia, és la llar de les bandes de taraf, que potser són l'expressió més coneguda de la cultura popular romanesa. Els balls associats als tarafs inclouen brâu, geamparale, sârbă i hora. El violí porta la música, amb el cimbalom i el contrabaix l'acompanya. El cobza, antigament estès a la regió, ha estat substituït en gran part pel cimbalom. Les lletres sovint parlen d'herois com els haidouks. El Taraf de Haïdouks és un taraf especialment famós i ha aconseguit l'atenció internacional des del seu debut el 1988 amb el segell Ocora. Els Haidouks van aconseguir primer visibilitat com a lăutari, animadors tradicionals en casaments i altres ocasions de celebració.

### Oltènia
La música i la dansa popular d'Oltènia són semblants a les de Muntènia. S'utilitzen violins i tubs, així com ţambal i guitarra, substituint la cobza com a suport rítmic dels tarafs. El cimpoi (gaita) també és popular en aquesta regió.

### Muntènia
Muntènia té un conjunt d'instrumentació diversa. La flauta (fluier en romanès) i el violí són l'element melòdic tradicional, però ara els clarinets i els acordions s'utilitzen més sovint. Entre els acordionistes hi ha els famosos intèrprets Vasile Pandelescu i Ilie Udilă.

### Doina
La forma més estesa de música popular romanesa és la doina. Altres estils de música popular inclouen el bocet ("lament") i el cântec batrânesc (balades èpiques tradicionals; literalment "cançó dels ancians").
Doina és poètica i sovint malenconiosa, de vegades comparada amb el blues per això. Les doines sovint es toquen amb una melodia de ritme lenta i lliure contra un patró d'acompanyament ràpid en un tempo fix, donant una sensació general de tensió rítmica. De vegades, les melodies es repeteixen en cançons diferents i normalment segueixen un patró descendent.
Estils regionals de doina:
- Ca pe luncă - es troba al llarg del Danubi meridional
- De codru - codru significa "bosc"
- Hora lungă - significa "llarga dansa", de la regió de Maramureş, Transsilvània
- Klezmer - originalment interpretat per músics jueus de Bessaràbia i Moldàvia
- Oltului : es troba al llarg del riu Olt

Altres estils de doina:
- Ca din tulnic - tipus únic en què la melodia imita un tipus de corneta anomenada tulnic
- Ciobanul - pastor 's Doina
- De dragoste - forma popular, generalment sobre l'amor; amor significa "amor".
- De jale - doina suau i dolenta; jale significa "dol".
- De leagăn - una cançó de bressol ; leagăn significa "bressol".
- De pahar - cançó per beure; pahar significa "got per beure".
- Foaie verde - forma clàssica; literalment "fulles verdes".

## Música clàssica

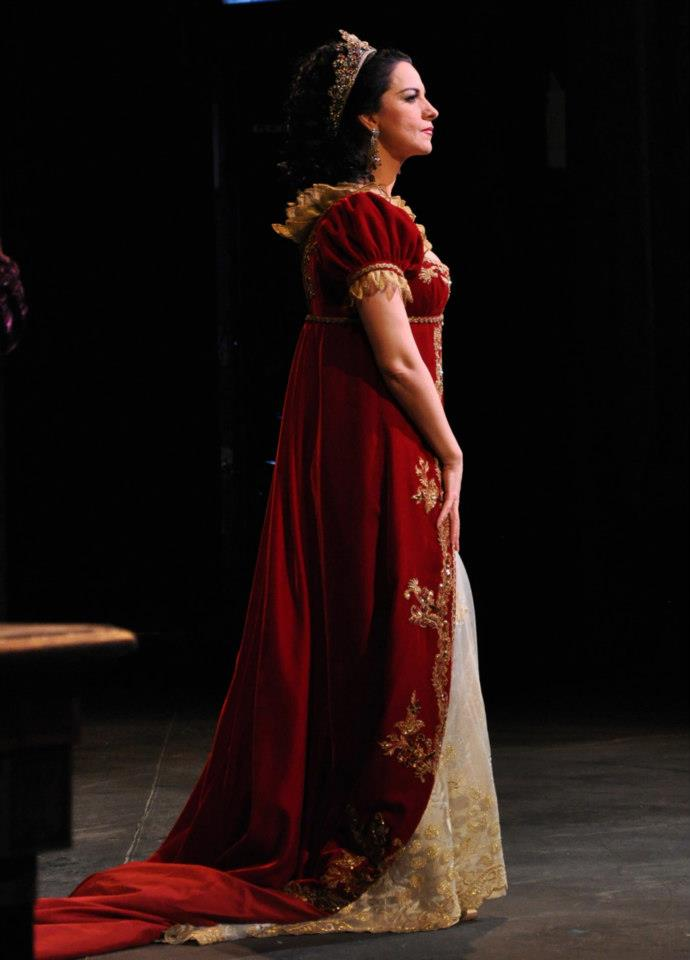
Angela Gheorghiu és una de les sopranos romaneses més conegudes

Entre els compositors romanesos notables dels segles xix i xx destaquen Ciprian Porumbescu, Anton Pann, Eduard Caudella, Mihail Jora, Dinu Lipatti i especialment George Enescu. També són famosos el compositor i director d'orquestra Sergiu Celibidache i Vladimir Cosma.
El compositor australià Julian Cochran va escriure obres àmpliament titulades Romanian Dances amb una col·lecció d'obres per a piano i sis obres orquestrals, exemplificant l'afinitat entre compositors clàssics amb la tradició de la música popular romanesa fora de Romania. .
I a partir de la segona meitat del segle XX per l'escola d'espectralisme romanesa: Ştefan Niculescu, Horațiu Rădulescu, Iancu Dumitrescu, Octavian Nemescu, Ana-Maria Avram i altres.

## Jazz
El jazz s'ha importat a Romania des del període d'entreguerres, gràcies a músics com Sergiu Malagamba. Tanmateix, la música jazz va ser prohibida després de la Segona Guerra Mundial, amb l'arribada del règim comunista. La prohibició es va suprimir el 1964.
Promocionat però no limitat a Cornel Chiriac, músics de jazz i altres com Eugen Ciceu, van ajudar a establir el gènere a Romania, promogut inicialment al costat de la "música fàcil". La vocalista Aura Urziceanu ha actuat a la ciutat de Nova York el 1972 i ha realitzat nombroses gires sota el nom d'Aura Rully.
Encara que moderat, el jazz després de 1989 encara té un seguiment de culte, amb una sèrie de festivals com el Festival Internacional de Jazz de Gărâna. Entre els cantants de jazz contemporanis hi ha Johnny Răducanu, Anca Parghel i altres. En els darrers anys han sorgit unes quantes bandes que fan ús d'elements de nu-jazz, trip hop i música electrònica: Aievea, Jazzadezz, Norzeatic &amp; Khidja i altres.

## Música popular

### Rock
La música rock romanesa té una gran història amb una gran varietat d'influències. Durant la dècada de 1980, bandes com Iris, Transsylvania Phoenix, Celelalte Cuvinte, Compact, Holograf o Cargo van aconseguir popularitat, amb cançons sobre l'amor i l'amistat. Les bandes populars de rock romaneses contemporànies inclouen Vița de Vie, Robin And The Backstabbers, Coma, Alternosfera, Vama, Luna Amară, The Kryptonite Sparks i Grimus.

### Muzică uşoară românească
El terme es podria traduir literalment com "Música fàcil romanesa" i, en el sentit més comú, aquesta música és sinònim de "Muzică de stradă" (del francès "estrade", que significa "podium"), definint una branca de la música pop. desenvolupat a Romania després de la Segona Guerra Mundial, que apareix generalment en forma de cançons fàcils de ballar, fetes amb arranjaments, que són interpretades per orquestres (i darrerament bandes de pop), seguint una barreja de les influències de la música pop soviètica i occidental. Aquesta forma musical mostra moltes similituds amb la música popular occidental, ja que la majoria de les cançons es podrien definir com una forma de Schlager. Va recolzar influències d'altres estils melòdics similars, com Musica leggera italiana (d'Itàlia) i Canción Melódica (d'Espanya). Aquest estil musical romanès es va popularitzar a l'estranger a través del Festival Internacional del Cervo d'Or, celebrat a Brașov, des de 1968. Els cantants més representatius d'aquella època són els dels anys 80, 70 i rarament, els 60: Aurelian Andreescu, Elena Cârstea, Corina Chiriac, Mirabela Dauer, Stela Enache, Luigi Ionescu, Horia Moculescu, Margareta Pâslaru, Angela Similea i Dan Spătaru. Aura Urziceanu.

### romanţe
Romanţă (plural: romanţe) és una peça musical vocal o instrumental, cantada en un estat d'ànim poètic i sentimental. Apareix com una melodia accessible i expressiva, sobre el fons d'arranjaments orquestrals de piano i guitarra. Presenta similituds amb l'estil musical britànic "Easy Music". La història dels romanços romanesos es remunta fins al període d'entreguerres, quan es va fer famós gràcies a l'agència del cantant romanès més popular de l'època, Marin Teodorescu, més conegut com a Zavaidoc. Després de la Segona Guerra Mundial, cantants com Gică Petrescu van integrar en aquesta música elements orquestrals, específics de l'estil argentí, Tango Nuevo.

### Folclor Suburban - Manele
Anton Pann va tenir les primeres transcripcions d'un nou estil present als suburbis de Bucarest al segle XIX. El nou estil va florir i va créixer, sent promogut per músics corrents que tocaven als suburbis anomenats Mahala. Aquest estil musical combinava els estils balcànic i gitano en un nou estil que avui anomenem Manele. Després de la revolució romanesa de finals del 1989, aquest gènere va estar en auge. Els intèrprets són de la minoria gitana (gitana) del país. Aquest estil sempre representava els músics de poca educació i s'adreçava a un públic poc educat. Hi ha alguns temes descrits en aquestes cançons. Els temes principals són: diners, enemics, propi ésser estimat o propi poder/qualitats. Algunes bandes contemporànies que van promocionar l'estil són:
- Azur (vocalista: Nelu Vlad) - la primera banda a utilitzar ritmes electrònics
- Albatros (vocalista: Iolanda Cristea aka Naste din Berceni)
- Genèric (vocalista: Dan Ciotoi)
- Miracol C (vocalista: Cezar Duţu aka Cezărică)
- Odeon (vocalista: Costel Geambaşu)
- Real B (vocalista: Cristian Rizescu)
- Tomis Junior (de Galați)

Alguns cantants de manele moderns són:
- Guță
- Florin Salam
- Vali Vijelie
- I altres

### Etno
La música etno és un estil popular romanès, que manté amb la màxima precisió el so ètnic típic de la música popular tradicional romanesa. S'adapta al so modern de la música, ja que empra sovint sintetitzadors juntament amb els instruments tradicionals típics. Va sorgir a principis de la dècada de 1990 com un renaixement de la música popular tradicional romanesa i va mantenir una popularitat constant fins als nostres dies. Té la major audiència a través dels fans de la música folk romanesa i es popularitza, juntament amb la música folk romanesa, a través d'Etno TV, una televisió romanesa, dedicada principalment a la música folk romanesa, especialment la vessant moderna d'aquesta música.

### Folk romanès contemporani
Estil musical acústic romanès, inspirat en la música folk americana, amb lletres dolces i tocat gairebé exclusivament amb guitarra. Generalment, evoca un ambient poètic i melancòlic. Va sorgir a principis dels anys 60, juntament amb els primers llançaments de la banda Phoenix. Va ser promogut posteriorment, a través del Cenacul Flacăra, un fenomen cultural dels anys setanta i la primera meitat dels vuitanta, que va ser iniciat per Adrian Păunescu, poeta romanès. Molts d'artistes populars romanesos s'afirmen a través del moviment Cenacul Flacăra : Mircea Vintilă, Vasile Șeicaru, Florian Pittiș, Valeriu Sterian, Nicu Alifantis, Alexandru Zărnescu, Victor Socaciu, Vasile Mardare.

### Reggaeton romanès
També hi ha molts artistes de reggaeton romanès llatí. El reggaeton es va originar a Puerto Rico i és popular no només a Puerto Rico, sinó també a altres països de parla espanyola i als Estats Units. La Romania llatina també ha adoptat el reggaeton, donant-li el seu propi so únic, no només amb la composició sinó també amb l'estil vocal.
Entre els artistes populars hi ha Dani Mocano i Jador. Moltes cançons populars presenten artistes de reggaeton llatinoamericans com Jay Maly.

## Música rock
Des dels primers anys del règim comunista (els anys 60) hi va haver una escena rock activa a Romania. A causa de la seva actitud lliure associada amb la cultura occidental i la societat capitalista, el règim comunista va censurar els músics de rock tant com era possible. Des del principi van tenir una posició social "pària". Símbols del moviment com els cabells llargs, els texans, l'actitud escènica eren considerats decadents. Les bandes operaven amb el nom de "conjunt musical instrumental-vocal" per evitar l'expressió "rock", que es considerava subversiva. Malgrat això, l'escena rock va resistir amb conseqüències en una mena d'"underground oficial" abans de la Revolució de 1989.
Els veterans de l'escena van mantenir viu l'esperit del rock en condicions difícils i restrictives. La connexió amb les "notícies" d'Occident es va fer dins d'emissores de ràdio com " Europa Lliure ", que estaven prohibides. El rock va ser en aquests temps difícils per als seus seguidors romanesos més que la música. Era una actitud contra la manca de llibertat. Els noms amb ressonància històrica del moviment rock romanès inclouen Phoenix, Sfinx, Roșu și Negru, Mondial, Sincron, Sideral, Semnal M, Metropol, FFN, Progresiv TM, Pro Musica, Catena, Iris, Compact, Holograf, Timpuri Noi, Krypton, Cargo, Celelalte cuvinte, Post Scriptum, Florian Pittis, Cornel Chiriac, Dan Andrei Aldea, Octave Octavio Teodorescu, Sorin Chifiriuc, Nicu Covaci, Valeriu Sterian, Mircea Baniciu, Ovidiu Lipan, Ilie Stepan, Liviu Tudan, Mircea Florian, Dorin Liviu Zaharia, Teo Peter, Florin Ochescu, Cristi Minculescu, Dan Bittman.
La llibertat política i l'obertura cultural adquirides després de la Revolució de 1989 van marcar una nova era per a la música rock a Romania. L'escena és ara molt activa, tot i que el rock no és un dels actes principals dels mitjans de comunicació romanesos. Els clubs de rock tenen una rica llista de concerts. Anualment s'organitzen grans festivals de rock amb caràcter nacional i internacional.

### Mainstream
A la dècada de 1990 i principis dels 2000, amb l'aparició de les televisions i ràdios independents, el terme música fàcil ha estat substituït pel pop. L'èxit mainstream es comparteix entre les primeres bandes de dance-pop com ASIA, Animal X, Blondy, Body &amp; Soul, LA, 3rei Sud Est o Akcent, cantants de pop-rock i bandes com Ștefan Bănică Jr., Holograf, Bosquito, Voltaj o VH2, equips de hip-hop com BUG Mafia, La Familia, Paraziții o Ca$$a Loco, cantants llatins (Pepe) i altres (la banda electrònica Șuie Paparude i bandes de rock alternatiu com Vama Veche, Bere Gratis, Sarmalele Reci, OCS, Spitalul de Urgență, Zdob și Zdub o Luna Amară que encara són populars, sobretot underground).

## Dansa-pop romanesa
Amb l'excepció de la banda moldava O-Zone, l'Europop romanès no havia aconseguit ressò considerable fora de les fronteres del país fins al 2005, quan la banda Morandi va aconseguir l'èxit amb cançons escrites en anglès, portuguès i altres idiomes. El so de Morandi, DJ Project, Fly Project i uns quants més marquen el període de transició al Dance-Pop romanès de finals dels anys 2000 i principis dels 2010.
Gràcies a un parell d'artistes com Inna, Edward Maya, Alexandra Stan, Antonia, David Deejay, Play & Win, Radio Killer i altres, ha sorgit un nou so que ha aconseguit assolir l'èxit comercial fora de Romania i dominar la televisió nacional i llistes de música de ràdio. Aquest nou so, sobrenomenat de manera pejorativa per alguns "crispetes" pel nom d'un dels seus sintetitzadors característics, es caracteritza per melodies "brillantes" ballables, ganxos de vegades basats en acordió sintetitzat i lletres senzilles escrites més sovint en Anglès, acompanyat de vídeos on apareixen sovint dones joves. "Popcorn" ha estat criticat per alguns com a superficial (a vegades fins i tot comparant-se amb Manele), massa comercial, repetitiu i fàcil de ratllar, ja que un gran nombre de productors i intèrprets (inclosos cantants que inicialment van assolir notorietat a principis dels anys 2000, com Andreea Bănică o Connect-R) han adoptat aquest so en poc temps. No obstant això, atès que l'espectralisme romanès és pràcticament desconegut fora de la comunitat musical d'avantguarda, les "crispetes" poden considerar-se el primer moviment de la història de la història romanesa a guanyar impuls.

## Música house
Una influència important en el dance-pop romanès va ser la música house, que va guanyar tant de seguiment en clubs que, gràcies a emissores de ràdio com Pro FM, ha aconseguit l'estatus de mainstream. El minimal house en la línia de Ricardo Villalobos té i està sent produït per DJs com Petre Inspirescu, però el house vocal continua tenint més èxit. Des de fa poc, el dubstep ha sorgit al costat de la música house, encara que actualment encara està underground.

### Música underground
Les bandes underground anteriors a 1989 inclouen la banda new-wave Rodion GA juntament amb bandes de rock més antigues com Celelalte Cuvinte i Semnal M. Els primers intents de música electrònica pertanyen al compositor Adrian Enescu.
Representada per primer cop per bandes com Vorbire Directă i RACLA, la música hip-hop ha aconseguit ràpidament un èxit popular amb bandes com BUG Mafia, La Familia i Paraziții, tot i que se'ls ha criticat per oferir un llenguatge i temes explícits. Actualment, l'escena es divideix entre rapers principals (Puya, Guess Who) i rapers underground (Vexxatu Vexx, CTC., Haarp Cord). Els segells dedicats al hip-hop inclouen Hades Records, 20 CM Records i Facem Records (el primer segell independent de hip-hop de Romania).
Actualment, l'escena de rock es divideix entre bandes de metall (com Negură Bunget i Trooper), conjunts de rock progressiu i indie (Byron, Kumm, Robin and the Backstabbers). També hi ha altres nínxols com el punk rock (EMIL Haos, Terror Art) o el post-rock (Valerinne).
L'escena de la música electrònica underground ha estat fins al 2010 una mica unificada per l'existència del festival TMBase, amb seu a Timișoara, que reunia DJs i productors de gèneres com drum and bass, breakbeat, dub techno, rock electrònic, etc. Fruit de les col·laboracions de TMBase és el conjunt d'IDM Makunouchi Bento, que ha cridat una mica l'atenció amb el seu material publicat a Bandcamp. També destaca el segell La Strada Music, que ha estat la llar de noms com Silent Strike (que ha guanyat elogis a Internet i algunes emissores de ràdio amb el single Astenie amb Ada Milea), Yvat (un prolífic productor d'IDM d'origen belga, amb seu a Bucarest), Electric Brother, el grup de nu-jazz Aievea i altres.
El trip hop i el post-rock han influït en algunes bandes com Margento, però el dream pop, el shoegaze i altres gèneres nínxols estan poc representats. El freak folk és parcialment conegut a causa de l'èxit de la cantautora Ada Milea, però només el practiquen algunes altres bandes com Nu & Apa Neagră. El productor Minus ha intentat introduir el bitpop i, més recentment, el chillwave.
Els DJs dubstep han començat a sorgir, encara que amb el gènere també s'ha associat la banda ROA, que han aconseguit cert èxit de corrent gràcies al líder Junkyard, abans vocalista de Șuie Paparude.

## Festivals de música
Festivals de jazz
- Bucarest Masters of Jazz Festival - Bucarest[11]
- EUROPAfest, Bucarest - festival internacional - blues, jazz, pop, clàssic[12]
- Festival de Jazz de Gărâna - Gărâna, Caraș-Severin[13]
- Jazzy Spring Festival Bucarest, Bucarest
- Jazz and More, Sibiu[14]
- Festival de Jazz de Sibiu[15]
- Festival Internacional "Richard Oschanitzky", Iaşi
- Festival de Jazz de Timișoara[16]
- Festival de Jazz de Transilvania - Cluj-Napoca[17]
- Jazz al parc[18]

Música electrònica
- Untold Festival - Cluj-Napoca, Untold Festival
- Castell elèctric - Cluj-Napoca
- Festival AWAKE[19]
- Festival de Neversea[20]
- Festival del Cerf d'Or - Brașov - muzică ușoară
- Festival Artmania - Sibiu - Festival de música i arts de Transsilvània - principalment música rock[21]
- Festival Peninsula - Târgu Mureș - rock, metall, pop, electro
- Festival Internacional de Guitarra de Transilvania - Cluj-Napoca
- Steaua de Cristal - Gura Humorului - Festival Internacional de Música Pop Infantil i Juvenil “Crystal Star”[22][23]
- Festival Internacional George Enescu
- Festival Internacional de Guitarra Clàssica Terra Siculorum (cada any a mitjans d'abril)[24]
- Festival Internacional de Guitarra Clàssica Harmonia Cordis (cada any a finals d'agost o principis de setembre)[24]
- Festival ABC - Arad - electro
- Festival Sunwaves - Mamaia